# Nagroda Hugo za najlepsze opowiadanie
Lista zwycięzców i nominowanych do nagrody Hugo w kategorii najlepsze opowiadanie (Best Novella, pomiędzy 17 500 i 40 000 słów) .

## Nagroda Hugo za najlepsze opowiadanie
Legenda:
 Zwycięzcy 
 Nagrody nie przyznano 
| Rok  | Autor                                                          | Tytuł                                                                             | Źródło |
| ---- | -------------------------------------------------------------- | --------------------------------------------------------------------------------- | ------ |
| 1968 | Philip José Farmer                                             | Jeźdźcy purpurowej wypłaty                                                        | [ 1 ]  |
| 1968 | Anne McCaffrey                                                 | W poszukiwaniu Weyr                                                               | [ 1 ]  |
| 1968 | Roger Zelazny                                                  | Aleja Potępienia                                                                  | [ 1 ]  |
| 1968 | Samuel R. Delany                                               | The Star Pit                                                                      | [ 1 ]  |
| 1968 | Robert Silverberg                                              | Stacja Hawksbilla                                                                 | [ 1 ]  |
| 1969 | Robert Silverberg                                              | Skrzydła nocy                                                                     | [ 2 ]  |
| 1969 | Anne McCaffrey                                                 | Jeźdźcy smoków                                                                    | [ 2 ]  |
| 1969 | Samuel R. Delany                                               | Lines of Power                                                                    | [ 2 ]  |
| 1969 | Dean McLaughlin                                                | Hawk Among the Sparrows                                                           | [ 2 ]  |
| 1970 | Fritz Leiber                                                   | Statek cieni                                                                      | [ 3 ]  |
| 1970 | Harlan Ellison                                                 | Chłopiec i jego pies                                                              | [ 3 ]  |
| 1970 | James Blish                                                    | We All Die Naked                                                                  | [ 3 ]  |
| 1970 | Anne McCaffrey                                                 | Dramatic Mission                                                                  | [ 3 ]  |
| 1970 | Robert Silverberg                                              | To Jorslem                                                                        | [ 3 ]  |
| 1971 | Fritz Leiber                                                   | Zobaczyć Lankmar i umrzeć                                                         | [ 4 ]  |
| 1971 | Clifford D. Simak                                              | Rzecz w kamieniu                                                                  | [ 4 ]  |
| 1971 | Harlan Ellison                                                 | Świat pomiędzy                                                                    | [ 4 ]  |
| 1971 | Robert Silverberg                                              | Zamknięty świat                                                                   | [ 4 ]  |
| 1971 | Dean Koontz                                                    | Beastchild                                                                        | [ 4 ]  |
| 1972 | Poul Anderson                                                  | Królowa powietrza i mroku                                                         | [ 5 ]  |
| 1972 | Arthur C. Clarke                                               | Spotkanie z meduzą                                                                | [ 5 ]  |
| 1972 | Larry Niven                                                    | The Fourth Profession                                                             | [ 5 ]  |
| 1972 | John Brunner                                                   | Dread Empire                                                                      | [ 5 ]  |
| 1972 | Gardner Dozois                                                 | Specjalny rodzaj poranka                                                          | [ 5 ]  |
| 1973 | Ursula K. Le Guin                                              | Słowo „las” znaczy „świat”                                                        | [ 6 ]  |
| 1973 | Frederik Pohl                                                  | Skarb w środku gwiezdnej tęczy                                                    | [ 6 ]  |
| 1973 | Gene Wolfe                                                     | Piąta głowa Cerbera                                                               | [ 6 ]  |
| 1973 | Joe Haldeman                                                   | Hero                                                                              | [ 6 ]  |
| 1973 | Jerry Pournelle                                                | The Mercenary                                                                     | [ 6 ]  |
| 1974 | James Tiptree Jr.                                              | The Girl Who Was Plugged In                                                       | [ 7 ]  |
| 1974 | Gene Wolfe                                                     | Śmierć Doktora Wyspy                                                              | [ 7 ]  |
| 1974 | Michael Bishop                                                 | Death and Designation Among the Asadi                                             | [ 7 ]  |
| 1974 | Michael Bishop                                                 | The White Otters of Childhood                                                     | [ 7 ]  |
| 1974 | Gardner Dozois                                                 | Łańcuchy morza                                                                    | [ 7 ]  |
| 1975 | George R.R. Martin                                             | Pieśń dla Lyanny                                                                  | [ 8 ]  |
| 1975 | Gardner Dozois                                                 | Strangers                                                                         | [ 8 ]  |
| 1975 | Robert Silverberg                                              | Rodzimy się zmarłymi (także jako Rodzimy się z umarłymi)                          | [ 8 ]  |
| 1975 | Norman Spinrad                                                 | Jeździec na pochodni                                                              | [ 8 ]  |
| 1975 | Jack Vance                                                     | Assault on a City                                                                 | [ 8 ]  |
| 1976 | Roger Zelazny                                                  | Powrót kata                                                                       | [ 9 ]  |
| 1976 | George R.R. Martin                                             | Planeta burz                                                                      | [ 9 ]  |
| 1976 | Lisa Tuttle                                                    | Planeta burz                                                                      | [ 9 ]  |
| 1976 | Larry Niven                                                    | ARM                                                                               | [ 9 ]  |
| 1976 | Algis Budrys                                                   | The Silent Eyes of Time                                                           | [ 9 ]  |
| 1976 | Richard Cowper                                                 | The Custodians                                                                    | [ 9 ]  |
| 1977 | Spider Robinson                                                | By Any Other Name                                                                 | [ 10 ] |
| 1977 | James Tiptree Jr.                                              | Houston, Houston, czy mnie słyszysz?                                              | [ 10 ] |
| 1977 | Michael Bishop                                                 | Samuraj i wierzby                                                                 | [ 10 ] |
| 1977 | Richard Cowper                                                 | Piper at the Gates of Dawn                                                        | [ 10 ] |
| 1978 | Spider Robinson                                                | Gwiezdny taniec                                                                   | [ 11 ] |
| 1978 | Jeanne Robinson                                                | Gwiezdny taniec                                                                   | [ 11 ] |
| 1978 | John Varley                                                    | W pałacu władców Marsa                                                            | [ 11 ] |
| 1978 | Vonda N. McIntyre                                              | Aztekowie                                                                         | [ 11 ] |
| 1978 | Gregory Benford                                                | A Snark in the Night                                                              | [ 11 ] |
| 1978 | Keith Laumer                                                   | The Wonderful Secret                                                              | [ 11 ] |
| 1979 | John Varley                                                    | Uporczywość widzenia                                                              | [ 12 ] |
| 1979 | Joan D. Vinge                                                  | Płonący statek                                                                    | [ 12 ] |
| 1979 | Christopher Priest                                             | The Watched                                                                       | [ 12 ] |
| 1979 | Brian Aldiss                                                   | Enemies of the System                                                             | [ 12 ] |
| 1979 | Gene Wolfe                                                     | Siedem amerykańskich nocy                                                         | [ 12 ] |
| 1980 | Barry B. Longyear                                              | Mój własny wróg                                                                   | [ 13 ] |
| 1980 | Orson Scott Card                                               | Songhouse                                                                         | [ 13 ] |
| 1980 | Donald Kingsbury                                               | The Moon Goddess and the Son                                                      | [ 13 ] |
| 1980 | Ted Reynolds                                                   | Ker-Plop                                                                          | [ 13 ] |
| 1980 | Hilbert Schenck                                                | The Battle of the Abaco Reefs                                                     | [ 13 ] |
| 1981 | Gordon R. Dickson                                              | Zaginiony Dorsaj                                                                  | [ 14 ] |
| 1981 | George R.R. Martin                                             | One-Wing                                                                          | [ 14 ] |
| 1981 | Lisa Tuttle                                                    | One-Wing                                                                          | [ 14 ] |
| 1981 | George R.R. Martin                                             | Żeglarze nocy (także jako Wędrowcy)                                               | [ 14 ] |
| 1981 | Thomas Disch                                                   | The Brave Little Toaster                                                          | [ 14 ] |
| 1981 | Harlan Ellison                                                 | All the Lies that Are My Life                                                     | [ 14 ] |
| 1982 | Poul Anderson                                                  | Psychodrama                                                                       | [ 15 ] |
| 1982 | Phyllis Eisenstein                                             | In the Western Tradition                                                          | [ 15 ] |
| 1982 | John Varley                                                    | Blue Champagne                                                                    | [ 15 ] |
| 1982 | Kate Wilhelm                                                   | With Thimbles, With Forks and Hope                                                | [ 15 ] |
| 1982 | Vernor Vinge                                                   | Prawdziwe imiona                                                                  | [ 15 ] |
| 1982 | David R. Palmer                                                | Emergence                                                                         | [ 15 ] |
| 1983 | Joanna Russ                                                    | Souls                                                                             | [ 16 ] |
| 1983 | David Brin                                                     | Listonosz                                                                         | [ 16 ] |
| 1983 | George R.R. Martin                                             | Słabe warianty                                                                    | [ 16 ] |
| 1983 | Joseph H. Delaney                                              | Brainchild                                                                        | [ 16 ] |
| 1983 | Kim Stanley Robinson                                           | To Leave a Mark                                                                   | [ 16 ] |
| 1983 | John Kessel                                                    | Następna sierota                                                                  | [ 16 ] |
| 1984 | Timothy Zahn                                                   | Cascade Point                                                                     | [ 17 ] |
| 1984 | Greg Bear                                                      | Ciężki bój                                                                        | [ 17 ] |
| 1984 | Joseph H. Delaney                                              | W obliczu wroga                                                                   | [ 17 ] |
| 1984 | David R. Palmer                                                | Seeking                                                                           | [ 17 ] |
| 1984 | Hilbert Schenck                                                | Hurricane Claude                                                                  | [ 17 ] |
| 1985 | John Varley                                                    | NACIŚNIJ ENTER■                                                                   | [ 18 ] |
| 1985 | David Brin                                                     | Cyclops                                                                           | [ 18 ] |
| 1985 | Joseph H. Delaney                                              | Valentina                                                                         | [ 18 ] |
| 1985 | Marc Stiegler                                                  | Valentina                                                                         | [ 18 ] |
| 1985 | Charles L. Harness                                             | Summer Solstice                                                                   | [ 18 ] |
| 1985 | Geoffrey A. Landis                                             | Elemental                                                                         | [ 18 ] |
| 1986 | Roger Zelazny                                                  | 24 widoki góry Fudżi Hokusaia                                                     | [ 19 ] |
| 1986 | Robert Silverberg                                              | Pożeglować do Bizancjum                                                           | [ 19 ] |
| 1986 | James Tiptree Jr.                                              | The Only Neat Thing to Do                                                         | [ 19 ] |
| 1986 | Kim Stanley Robinson                                           | Zielony Mars                                                                      | [ 19 ] |
| 1986 | C.J. Cherryh                                                   | The Scapegoat                                                                     | [ 19 ] |
| 1987 | Robert Silverberg                                              | Gilgamesz na pustkowiu                                                            | [ 20 ] |
| 1987 | Kim Stanley Robinson                                           | Ucieczka z Katmandu                                                               | [ 20 ] |
| 1987 | Lucius Shepard                                                 | Przepustka                                                                        | [ 20 ] |
| 1987 | Connie Willis                                                  | Pogrom kosmiczny                                                                  | [ 20 ] |
| 1987 | Michael F. Flynn                                               | Eifelheim                                                                         | [ 20 ] |
| 1988 | Orson Scott Card                                               | Oko za oko                                                                        | [ 21 ] |
| 1988 | Robert Silverberg                                              | Tajemny gość                                                                      | [ 21 ] |
| 1988 | Kim Stanley Robinson                                           | Ślepy geometra                                                                    | [ 21 ] |
| 1988 | Kim Stanley Robinson                                           | Bogini Matka Świata                                                               | [ 21 ] |
| 1988 | Michael F. Flynn                                               | The Forest of Time                                                                | [ 21 ] |
| 1989 | Connie Willis                                                  | Ostatni winnebago                                                                 | [ 22 ] |
| 1989 | Lucius Shepard                                                 | Piękna córka łowcy łusek                                                          | [ 22 ] |
| 1989 | Norman Spinrad                                                 | Journals of the Plague Years                                                      | [ 22 ] |
| 1989 | Bradley Denton                                                 | The Calvin Coolidge Home for Dead Comedians                                       | [ 22 ] |
| 1989 | Walter Jon Williams                                            | Wynurzenia                                                                        | [ 22 ] |
| 1990 | Lois McMaster Bujold                                           | Lamentowe Góry (The Mountains of Mourning)                                        | [ 23 ] |
| 1990 | Lucius Shepard                                                 | Ojciec kamieni (The Father of Stones)                                             | [ 23 ] |
| 1990 | Robin Hobb (Megan Lindholm)                                    | A Touch of Lavender                                                               | [ 23 ] |
| 1990 | Connie Willis                                                  | Krótka przerwa (Time-Out)                                                         | [ 23 ] |
| 1990 | Judith Moffett                                                 | Tiny Tango                                                                        | [ 23 ] |
| 1991 | Joe Haldeman                                                   | W duchu Hemingwaya (The Hemingway Hoax)                                           | [ 24 ] |
| 1991 | Mike Resnick                                                   | Setna zabawa (także jako Kapitalna zabawa; Bully!)                                | [ 24 ] |
| 1991 | Kim Stanley Robinson                                           | A Short, Sharp Shock                                                              | [ 24 ] |
| 1991 | Pat Murphy                                                     | Bones                                                                             | [ 24 ] |
| 1991 | Pat Cadigan                                                    | Fool to Believe                                                                   | [ 24 ] |
| 1992 | Nancy Kress                                                    | Żebracy w Hiszpanii (także jako Hiszpańscy żebracy; Beggars in Spain)             | [ 25 ] |
| 1992 | Kristine Kathryn Rusch                                         | The Gallery of His Dreams                                                         | [ 25 ] |
| 1992 | Connie Willis                                                  | Jack                                                                              | [ 25 ] |
| 1992 | Michael Swanwick                                               | Jajo gryfa (Griffin's Egg)                                                        | [ 25 ] |
| 1992 | Nancy Kress                                                    | Płonąca chęcią obłapiania (And Wild for to Hold)                                  | [ 25 ] |
| 1993 | Lucius Shepard                                                 | Ballada o Billu Pąklarzu (Barnacle Bill the Spacer)                               | [ 26 ] |
| 1993 | Frederik Pohl                                                  | Stopping at Slowyear                                                              | [ 26 ] |
| 1993 | Maureen F. McHugh                                              | Protection                                                                        | [ 26 ] |
| 1993 | Jonathan Carroll                                               | Ale karuzela! (Uh-Oh City)                                                        | [ 26 ] |
| 1993 | Bradley Denton                                                 | The Territory                                                                     | [ 26 ] |
| 1994 | Harry Turtledove                                               | Down in the Bottomlands                                                           | [ 27 ] |
| 1994 | Walter Jon Williams                                            | Wall, Stone, Craft                                                                | [ 27 ] |
| 1994 | G. David Nordley                                               | Into the Miranda Rift                                                             | [ 27 ] |
| 1994 | Jack Cady                                                      | Tej nocy pochowaliśmy psa szos (The Night We Buried Road Dog)                     | [ 27 ] |
| 1994 | Pat Murphy                                                     | An American Childhood                                                             | [ 27 ] |
| 1994 | Harlan Ellison                                                 | Mefisto w onyksie (Mefisto In Onyx)                                               | [ 27 ] |
| 1995 | Mike Resnick                                                   | Siedem spojrzeń na wąwóz Olduvai (Seven Views of Olduvai Gorge)                   | [ 28 ] |
| 1995 | Brian Stableford                                               | Les Fleurs du Mal                                                                 | [ 28 ] |
| 1995 | Ursula K. Le Guin                                              | Dzień przebaczenia (Forgiveness Day)                                              | [ 28 ] |
| 1995 | Michael Bishop                                                 | Krzyk serca (Cri de Coeur)                                                        | [ 28 ] |
| 1995 | Michael F. Flynn                                               | Melodies of the Heart                                                             | [ 28 ] |
| 1996 | Allen Steele                                                   | The Death of Captain Future                                                       | [ 29 ] |
| 1996 | Ursula K. Le Guin                                              | Wyzwolenie kobiet (A Woman's Liberation)                                          | [ 29 ] |
| 1996 | Mike Resnick                                                   | Bibi                                                                              | [ 29 ] |
| 1996 | Susan Shwartz                                                  | Bibi                                                                              | [ 29 ] |
| 1996 | Ursula K. Le Guin                                              | Człowiek ludu (A Man of the People)                                               | [ 29 ] |
| 1996 | Nancy Kress                                                    | Linie błędu (Fault Lines)                                                         | [ 29 ] |
| 1997 | George R.R. Martin                                             | Blood of the Dragon                                                               | [ 30 ] |
| 1997 | Jack McDevitt                                                  | Time Travelers Never Die                                                          | [ 30 ] |
| 1997 | Gregory Benford                                                | Zanurzenie (Immersion)                                                            | [ 30 ] |
| 1997 | Jerry Oltion                                                   | Abandon in Place                                                                  | [ 30 ] |
| 1997 | Mary Rosenblum                                                 | Gas Fish                                                                          | [ 30 ] |
| 1997 | Maureen F. McHugh                                              | Cena mądrości (The Cost to Be Wise)                                               | [ 30 ] |
| 1998 | Allen Steele                                                   | ...Where Angels Fear to Tread                                                     | [ 31 ] |
| 1998 | Adam-Troy Castro                                               | Żałobny marsz marionetek (The Funeral March of the Marionettes)                   | [ 31 ] |
| 1998 | Geoffrey A. Landis                                             | Ecopoiesis                                                                        | [ 31 ] |
| 1998 | Paul Levinson                                                  | Loose Ends                                                                        | [ 31 ] |
| 1998 | Robert Reed                                                    | Marrow                                                                            | [ 31 ] |
| 1999 | Greg Egan                                                      | Oceanika (Oceanic)                                                                | [ 32 ] |
| 1999 | Catherine Asaro                                                | Aurora in Four Voices                                                             | [ 32 ] |
| 1999 | Ted Chiang                                                     | Historia twojego życia (Story of Your Life)                                       | [ 32 ] |
| 1999 | Terry Bisson                                                   | Get Me to the Church on Time                                                      | [ 32 ] |
| 1999 | Ian R. MacLeod                                                 | Wyspy lata (The Summer Isles)                                                     | [ 32 ] |
| 2000 | Connie Willis                                                  | Wichry w Marble Arch (The Winds of Marble Arch)                                   | [ 33 ] |
| 2000 | Harry Turtledove                                               | Forty, Counting Down                                                              | [ 33 ] |
| 2000 | Adam-Troy Castro                                               | Kosmonauta z Wyoming (The Astronaut from Wyoming)                                 | [ 33 ] |
| 2000 | Jerry Oltion                                                   | Kosmonauta z Wyoming (The Astronaut from Wyoming)                                 | [ 33 ] |
| 2000 | Mike Resnick                                                   | Łowy na Snarka (Hunting the Snark)                                                | [ 33 ] |
| 2000 | Kage Baker                                                     | Son Observe the Time                                                              | [ 33 ] |
| 2001 | Jack Williamson                                                | The Ultimate Earth                                                                | [ 34 ] |
| 2001 | Catherine Asaro                                                | A Roll of the Dice                                                                | [ 34 ] |
| 2001 | Kristine Kathryn Rusch                                         | Tropiciel (The Retrieval Artist)                                                  | [ 34 ] |
| 2001 | Greg Egan                                                      | Wyrocznia (Oracle)                                                                | [ 34 ] |
| 2001 | Ted Chiang                                                     | Siedemdziesiąt dwie litery (Seventy-Two Letters)                                  | [ 34 ] |
| 2001 | Lucius Shepard                                                 | Jasna zielona gwiazda (także jako Świetlista zielona gwiazda; Radiant Green Star) | [ 34 ] |
| 2002 | Vernor Vinge                                                   | Fast Times at Fairmont High                                                       | [ 35 ] |
| 2002 | Allen Steele                                                   | Stealing Alabama                                                                  | [ 35 ] |
| 2002 | Brenda Clough                                                  | May Be Some Time                                                                  | [ 35 ] |
| 2002 | Andy Duncan                                                    | The Chief Designer                                                                | [ 35 ] |
| 2002 | Jack Dann                                                      | The Diamond Pit                                                                   | [ 35 ] |
| 2003 | Neil Gaiman                                                    | Koralina (Coraline)                                                               | [ 36 ] |
| 2003 | Richard Chwedyk                                                | Brontë's Egg                                                                      | [ 36 ] |
| 2003 | Ian R. MacLeod                                                 | Tchorosty (Breathmoss)                                                            | [ 36 ] |
| 2003 | Paul Di Filippo                                                | Rok w Linearnym Mieście (A Year in the Linear City)                               | [ 36 ] |
| 2003 | Charles Coleman Finlay                                         | The Political Officer                                                             | [ 36 ] |
| 2003 | Pat Forde                                                      | In Spirit                                                                         | [ 36 ] |
| 2004 | Vernor Vinge                                                   | The Cookie Monster                                                                | [ 37 ] |
| 2004 | Kage Baker                                                     | The Empress of Mars                                                               | [ 37 ] |
| 2004 | Connie Willis                                                  | Jak te, które pamiętamy (Just Like the Ones We Used to Know)                      | [ 37 ] |
| 2004 | Walter Jon Williams                                            | Zaraza zielonych lampartów (The Green Leopard Plague)                             | [ 37 ] |
| 2004 | Catherine Asaro                                                | Walk in Silence                                                                   | [ 37 ] |
| 2005 | Charles Stross                                                 | Betonowa dżungla (The Concrete Jungle)                                            | [ 38 ] |
| 2005 | Bradley Denton                                                 | Sierżant Chip (Sergeant Chip)                                                     | [ 38 ] |
| 2005 | Charles Stross                                                 | Wyborca (Elector)                                                                 | [ 38 ] |
| 2005 | Lois McMaster Bujold                                           | Winterfair Gifts                                                                  | [ 38 ] |
| 2005 | Michael A. Burstein                                            | Time Ablaze                                                                       | [ 38 ] |
| 2006 | Connie Willis                                                  | Duch Prawdy (Inside Job)                                                          | [ 39 ] |
| 2006 | James Patrick Kelly                                            | Pożar (Burn)                                                                      | [ 39 ] |
| 2006 | Kelly Link                                                     | Magia dla początkujących (Magic for Beginners)                                    | [ 39 ] |
| 2006 | Ian McDonald                                                   | Mała bogini (The Little Goddess)                                                  | [ 39 ] |
| 2006 | Robert J. Sawyer                                               | Identity Theft                                                                    | [ 39 ] |
| 2007 | Robert Reed                                                    | Miliard Ew (A Billion Eves)                                                       | [ 40 ] |
| 2007 | Michael Swanwick                                               | Imperium lorda Weltszmerca (Lord Weary's Empire)                                  | [ 40 ] |
| 2007 | Robert Charles Wilson                                          | Julian: A Christmas Story                                                         | [ 40 ] |
| 2007 | Paul Melko                                                     | Ściany wszechświata (The Walls of the Universe)                                   | [ 40 ] |
| 2007 | William Shunn                                                  | Inclination                                                                       | [ 40 ] |
| 2008 | Connie Willis                                                  | Usiądźcie wszyscy wraz... (All Seated on the Ground)                              | [ 41 ] |
| 2008 | Kristine Kathryn Rusch                                         | Recovering Apollo 8                                                               | [ 41 ] |
| 2008 | Nancy Kress                                                    | Źródło starości (Fountain of Age)                                                 | [ 41 ] |
| 2008 | Lucius Shepard                                                 | Gwiazdy widziane przez kamień (Stars Seen Through Stone)                          | [ 41 ] |
| 2008 | Gene Wolfe                                                     | Memorare                                                                          | [ 41 ] |
| 2009 | Nancy Kress                                                    | Więź Erdmanna (The Erdmann Nexus)                                                 | [ 42 ] |
| 2009 | Robert Reed                                                    | Truth                                                                             | [ 42 ] |
| 2009 | Ian McDonald                                                   | The Tear                                                                          | [ 42 ] |
| 2009 | Benjamin Rosenbaum                                             | Prawdziwe imiona (True Names)                                                     | [ 42 ] |
| 2009 | Cory Doctorow                                                  | Prawdziwe imiona (True Names)                                                     | [ 42 ] |
| 2009 | Charles Coleman Finlay                                         | The Political Prisoner                                                            | [ 42 ] |
| 2010 | Charles Stross                                                 | Palimpsest                                                                        | [ 43 ] |
| 2010 | Nancy Kress                                                    | Act One                                                                           | [ 43 ] |
| 2010 | John Scalzi                                                    | Boże napędy (The God Engines)                                                     | [ 43 ] |
| 2010 | James Morrow                                                   | Shambling Towards Hiroshima                                                       | [ 43 ] |
| 2010 | Ian McDonald                                                   | Wisznu w Kocim Cyrku (Vishnu at the Cat Circus)                                   | [ 43 ] |
| 2010 | Kage Baker                                                     | The Women of Nell Gwynne's                                                        | [ 43 ] |
| 2011 | Ted Chiang                                                     | Cykl życia oprogramowania (The Lifecycle of Software Objects)                     | [ 44 ] |
| 2011 | Rachel Swirsky                                                 | The Lady Who Plucked Red Flowers beneath the Queen’s Window                       | [ 44 ] |
| 2011 | Elizabeth Hand                                                 | The Maiden Flight of McCauley's Bellerophon                                       | [ 44 ] |
| 2011 | Geoffrey A. Landis                                             | Sułtan chmur (The Sultan of the Clouds)                                           | [ 44 ] |
| 2011 | Alastair Reynolds                                              | Troika                                                                            | [ 44 ] |
| 2012 | Kij Johnson                                                    | Człowiek, który przerzucił most przez mgłę (The Man Who Bridged the Mist)         | [ 45 ] |
| 2012 | Mira Grant                                                     | Countdown                                                                         | [ 45 ] |
| 2012 | Carolyn Ives Gilman                                            | The Ice Owl                                                                       | [ 45 ] |
| 2012 | Mary Robinette Kowal                                           | Kiss Me Twice                                                                     | [ 45 ] |
| 2012 | Ken Liu                                                        | Człowiek, który zakończył historię: dokument                                      | [ 45 ] |
| 2012 | Catherynne M. Valente                                          | Bezszelestnie i bardzo szybko                                                     | [ 45 ] |
| 2013 | Brandon Sanderson                                              | Dusza cesarza (The Emperor’s Soul)                                                | [ 46 ] |
| 2013 | Nancy Kress                                                    | After the Fall, Before the Fall, During the Fall                                  | [ 46 ] |
| 2013 | Aliette de Bodard                                              | On a Red Station, Drifting                                                        | [ 46 ] |
| 2013 | Mira Grant                                                     | San Diego 2014: The Last Stand of the California Browncoats                       | [ 46 ] |
| 2013 | Jay Lake                                                       | Gwiazdy nie kłamią (The Stars Do Not Lie)                                         | [ 46 ] |
| 2014 | Charles Stross                                                 | Equoid                                                                            | [ 47 ] |
| 2014 | Dan Wells                                                      | The Butcher of Khardov                                                            | [ 47 ] |
| 2014 | Brad R. Torgersen                                              | The Chaplain's Legacy                                                             | [ 47 ] |
| 2014 | Catherynne M. Valente                                          | Six-Gun Snow White                                                                | [ 47 ] |
| 2014 | Andy Duncan                                                    | Wakulla Springs                                                                   | [ 47 ] |
| 2014 | Ellen Klages                                                   | Wakulla Springs                                                                   | [ 47 ] |
| 2015 | nagrody nie przyznano                                          |                                                                                   | [ 48 ] |
| 2015 | Arlan Andrews Sr.                                              | Flow                                                                              | [ 48 ] |
| 2015 | Tom Kratman                                                    | Big Boys Don’t Cry                                                                | [ 48 ] |
| 2015 | John C. Wright                                                 | One Bright Star to Guide Them                                                     | [ 48 ] |
| 2015 | John C. Wright                                                 | Pale Realms of Shade                                                              | [ 48 ] |
| 2015 | John C. Wright                                                 | The Plural of Helen of Troy                                                       | [ 48 ] |
| 2016 | Nnedi Okorafor                                                 | Binti                                                                             | [ 49 ] |
| 2016 | Daniel Polansky                                                | The Builders                                                                      | [ 49 ] |
| 2016 | Lois McMaster Bujold                                           | Penric's Demon                                                                    | [ 49 ] |
| 2016 | Brandon Sanderson                                              | Perfect State                                                                     | [ 49 ] |
| 2016 | Alastair Reynolds                                              | Slow Bullets                                                                      | [ 49 ] |
| 2017 | Seanan McGuire                                                 | Każde serce to wrota (Every Heart a Doorway)                                      | [ 50 ] |
| 2017 | Kij Johnson                                                    | The Dream-Quest of Vellitt Boe                                                    | [ 50 ] |
| 2017 | Victor LaValle                                                 | The Ballad of Black Tom                                                           | [ 50 ] |
| 2017 | Lois McMaster Bujold                                           | Penric and the Shaman                                                             | [ 50 ] |
| 2017 | Kai Ashante Wilson                                             | A Taste of Honey                                                                  | [ 50 ] |
| 2017 | China Miéville                                                 | This Census-Taker                                                                 | [ 50 ] |
| 2018 | Martha Wells                                                   | Wszystkie wskaźniki czerwone (All Systems Red)                                    | [ 51 ] |
| 2018 | Sarah Pinsker                                                  | And Then There Were (N-One)                                                       | [ 51 ] |
| 2018 | Seanan McGuire                                                 | Patyki i kości (Down Among the Sticks and Bones)                                  | [ 51 ] |
| 2018 | Nnedi Okorafor                                                 | Binti: Home                                                                       | [ 51 ] |
| 2018 | JY Yang                                                        | The Black Tides of Heaven                                                         | [ 51 ] |
| 2018 | Sarah Gailey                                                   | River of Teeth                                                                    | [ 51 ] |
| 2019 | Martha Wells                                                   | Sztuczny stan (Artificial Condition)                                              | [ 52 ] |
| 2019 | Aliette de Bodard                                              | The Tea Master and the Detective                                                  | [ 52 ] |
| 2019 | Seanan McGuire                                                 | Beneath the Sugar Sky                                                             | [ 52 ] |
| 2019 | P. Djèlí Clark                                                 | The Black God’s Drums                                                             | [ 52 ] |
| 2019 | Nnedi Okorafor                                                 | Binti: The Night Masquerade                                                       | [ 52 ] |
| 2019 | Kelly Robson                                                   | Gods, Monsters, and the Lucky Peach                                               | [ 52 ] |
| 2020 | Amal El-Mohtar i Max Gladstone                                 | Tak właśnie przegrywasz Wojnę Czasu (This Is How You Lose the Time War)           | [ 53 ] |
| 2020 | Seanan McGuire                                                 | In an Absent Dream                                                                | [ 53 ] |
| 2020 | Becky Chambers                                                 | To Be Taught, If Fortunate                                                        | [ 53 ] |
| 2020 | P. Djèlí Clark                                                 | Nawiedzony tramwaj numer 15 (The Haunting of Tram Car 015)                        | [ 53 ] |
| 2020 | Ted Chiang                                                     | Lęk to zawrót głowy od wolności (Anxiety Is the Dizziness of Freedom)             | [ 53 ] |
| 2020 | Rivers Solomon, Daveed Diggs, William Hutson & Jonathan Snipes | The Deep                                                                          | [ 53 ] |
| 2021 | Nghi Vo                                                        | The Empress of Salt and Fortune                                                   | [ 54 ] |
| 2021 | Nino Cipri                                                     | Finna                                                                             | [ 54 ] |
| 2021 | P. Djèlí Clark                                                 | Ring Shout                                                                        | [ 54 ] |
| 2021 | Seanan McGuire                                                 | Come Tumbling Down                                                                | [ 54 ] |
| 2021 | Tochi Onyebuchi                                                | Riot Baby                                                                         | [ 54 ] |
| 2021 | Sarah Gailey                                                   | Upright Women Wanted                                                              | [ 54 ] |
| 2022 | Becky Chambers                                                 | Psalm dla zbudowanych w dziczy (A Psalm for the Wild-Built)                       | [ 55 ] |
| 2022 | Aliette de Bodard                                              | Fireheart Tiger                                                                   | [ 55 ] |
| 2022 | Alix E. Harrow                                                 | A Spindle Splintered                                                              | [ 55 ] |
| 2022 | Seanan McGuire                                                 | Across the Green Grass Fields                                                     | [ 55 ] |
| 2022 | Adrian Tchaikovsky                                             | Elder Race                                                                        | [ 55 ] |
| 2022 | Catherynne M. Valente                                          | The Past Is Red                                                                   | [ 55 ] |
| 2023 | Seanan McGuire                                                 | Where the Drowned Girls Go                                                        | [ 56 ] |
| 2023 | Alix E. Harrow                                                 | A Mirror Mended                                                                   | [ 56 ] |
| 2023 | T. Kingfisher                                                  | What Moves the Dead                                                               | [ 56 ] |
| 2023 | C.L. Polk                                                      | Even Though I Knew the End                                                        | [ 56 ] |
| 2023 | Adrian Tchaikovsky                                             | Ogres                                                                             | [ 56 ] |
| 2023 | Nghi Vo                                                        | Into the Riverlands                                                               | [ 56 ] |
| 2024 | T. Kingfisher                                                  | Thornhedge                                                                        | [ 57 ] |
| 2024 | Wang Jinkang                                                   | Seeds of Mercury                                                                  | [ 57 ] |
| 2024 | Arkady Martine                                                 | Rose/House                                                                        | [ 57 ] |
| 2024 | Malka Older                                                    | The Mimicking of Known Successes                                                  | [ 57 ] |
| 2024 | Nghi Vo                                                        | Mammoths at the Gates                                                             | [ 57 ] |
| 2024 | He Xi                                                          | Life Does Not Allow Us to Meet                                                    | [ 57 ] |

## Nagroda Retro Hugo za najlepsze opowiadanie
Legenda:  Zwycięzcy 
| Rok  | Rok przyznania | Autor                                           | Tytuł                                                                        | Źródło |
| ---- | -------------- | ----------------------------------------------- | ---------------------------------------------------------------------------- | ------ |
| 1939 | 2014           | John W. Campbell                                | Kim jesteś? (Who Goes There?)                                                | [ 58 ] |
| 1939 | 2014           | Ayn Rand                                        | Hymn (Anthem)                                                                | [ 58 ] |
| 1939 | 2014           | H.L. Gold                                       | A Matter of Form                                                             | [ 58 ] |
| 1939 | 2014           | John Wyndham                                    | Sleepers of Mars                                                             | [ 58 ] |
| 1939 | 2014           | Henry Kuttner                                   | Pułapka czasu (The Time Trap)                                                | [ 58 ] |
| 1941 | 2016           | Robert A. Heinlein                              | If This Goes On...                                                           | [ 59 ] |
| 1941 | 2016           | Robert A. Heinlein                              | Coventry                                                                     | [ 59 ] |
| 1941 | 2016           | Robert A. Heinlein                              | Magic, Inc.                                                                  | [ 59 ] |
| 1941 | 2016           | L. Sprague de Camp                              | The Mathematics of Magic                                                     | [ 59 ] |
| 1941 | 2016           | Fletcher Pratt                                  | The Mathematics of Magic                                                     | [ 59 ] |
| 1941 | 2016           | L. Sprague de Camp                              | The Roaring Trumpet                                                          | [ 59 ] |
| 1941 | 2016           | Fletcher Pratt                                  | The Roaring Trumpet                                                          | [ 59 ] |
| 1943 | 2018           | Robert A. Heinlein (jako Anson MacDonald)       | Waldo                                                                        | [ 60 ] |
| 1943 | 2018           | A.E. van Vogt                                   | Asylum                                                                       | [ 60 ] |
| 1943 | 2018           | Anthony Boucher                                 | The Compleat Werewolf                                                        | [ 60 ] |
| 1943 | 2018           | Alfred Bester                                   | Hell is Forever                                                              | [ 60 ] |
| 1943 | 2018           | Lester del Rey                                  | Nerves                                                                       | [ 60 ] |
| 1943 | 2018           | Robert A. Heinlein (jako John Riverside)        | The Unpleasant Profession of Jonathan Hoag                                   | [ 60 ] |
| 1944 | 2019           | Antoine de Saint-Exupéry                        | Mały Książę (Le Petit Prince)                                                | [ 61 ] |
| 1944 | 2019           | Anthony Boucher                                 | We Print the Truth                                                           | [ 61 ] |
| 1944 | 2019           | Hal Clement                                     | Attitude                                                                     | [ 61 ] |
| 1944 | 2019           | H.P. Lovecraft                                  | Ku nieznanemu Kadath śniąca się wędrówka (The Dream-Quest of Unknown Kadath) | [ 61 ] |
| 1944 | 2019           | Mary Norton                                     | The Magic Bed-Knob; or, How to Become a Witch in Ten Easy Lessons            | [ 61 ] |
| 1944 | 2019           | Lawrence O’Donnell (C.L. Moore i Henry Kuttner) | Nocne starcie (Clash by Night)                                               | [ 61 ] |
| 1945 | 2020           | Theodore Sturgeon                               | Killdozer!                                                                   | [ 62 ] |
| 1945 | 2020           | Leigh Brackett                                  | The Jewel of Bas                                                             | [ 62 ] |
| 1945 | 2020           | A.E. van Vogt                                   | The Changeling                                                               | [ 62 ] |
| 1945 | 2020           | Murray Leinster                                 | Trog                                                                         | [ 62 ] |
| 1945 | 2020           | Henry Kuttner                                   | A God Named Kroo                                                             | [ 62 ] |
| 1945 | 2020           | Ross Rocklynne                                  | Intruders from the Stars                                                     | [ 62 ] |
| 1946 | 1996           | George Orwell                                   | Folwark zwierzęcy (Animal Farm)                                              | [ 63 ] |
| 1946 | 1996           | Isaac Asimov                                    | Dead Hand                                                                    | [ 63 ] |
| 1946 | 1996           | A. Bertram Chandler                             | Giant Killer                                                                 | [ 63 ] |
| 1946 | 1996           | Richard Sharpe Shaver                           | I Remember Lemuria                                                           | [ 63 ] |
| 1951 | 2001           | Robert A. Heinlein                              | The Man Who Sold the Moon                                                    | [ 64 ] |
| 1951 | 2001           | Theodore Sturgeon                               | The Dreaming Jewels                                                          | [ 64 ] |
| 1951 | 2001           | Isaac Asimov                                    | ...And Now You Don't                                                         | [ 64 ] |
| 1951 | 2001           | H. Beam Piper                                   | Ostatni wróg (Last Enemy)                                                    | [ 64 ] |
| 1951 | 2001           | L. Ron Hubbard                                  | Do gwiazd (To the Stars)                                                     | [ 64 ] |
| 1954 | 2004           | James Blish                                     | Kwestia sumienia                                                             | [ 65 ] |
| 1954 | 2004           | Poul Anderson                                   | Trzy serca i trzy lwy (Three Hearts and Three Lions)                         | [ 65 ] |
| 1954 | 2004           | Theodore Sturgeon                               | ...And My Fear is Great...                                                   | [ 65 ] |
| 1954 | 2004           | Poul Anderson                                   | Un-Man                                                                       | [ 65 ] |
| 1954 | 2004           | Charles L. Harness                              | The Rose                                                                     | [ 65 ] |